# Щасливий випадок (фільм, 2023)
«Щасливий випадок» (фр. Coup de chance) — художній фільм 2023 року режисера Вуді Аллена. У головних ролях знялися Лу де Лааж, Нільс Шнайдер та Мельвіль Пупо. 

## Сюжет
Деталі сюжету тримаються в секреті, але відомо, що фільм описується як сучасний романтичний трилер, який розповість історію двох молодих людей, зв'язок яких призводить до подружньої невірності і, зрештою, до злочину.

## В ролях
- Лу де Лааж
- Нільс Шнайдер
- Мельвіль Пупо
- Валері Лемерсьє
- Ельза Зільберштейн

## Виробництво
У 2020 році, після низьких рейтингів його попереднього фільму «Фестиваль Ріфкіна», з'явилися чутки про те, що режисер йде на пенсію. Ці чутки були спростовані самим Вуді Алленом, хоча в червні 2022 він заявив, що, ймовірно, це буде його останній фільм. Незабаром після цього він оголосив, що працює над підготовкою свого п'ятдесятого повнометражного фільму, робоча назва якого Wasp22 з акторським складом, що повністю складається з французьких акторів. У липні 2022 року стало відомо, що Вуді Аллен зніме трилер французькою мовою. У вересні 2022 року до акторського складу фільму приєдналися Валері Лемерсьє, Нільс Шнайдер, Лу де Лааж та Мельвіль Пупо. У лютому 2023 року було оголошено, що фільм називатиметься Coup De Chance.
Зйомки фільму почалися в Парижі восени 2022. Права на прокат фільму будуть продані на Європейському кіноринку під час Берлінського кінофестивалю.